# Bare Trees
Bare Trees è il sesto album del gruppo rock dei Fleetwood Mac, pubblicato nel 1972. È anche l'ultimo album del gruppo con il chitarrista Danny Kirwan, congedato durante il tour di promozione dell'album.
Sentimental Lady è stata registrata nuovamente successivamente da Bob Welch (insieme a Mick Fleetwood, John McVie, Christine McVie e Lindsey Buckingham) per il suo album solista French Kiss.
Spare Me a Little of Your Love divenne poi un cavallo di battaglia delle esibizioni live della band tra il 1972 e il 1977.
Kirwan ha tratto il testo di Dust dalle prime due strofe dell'omonima poesia di Rupert Brooke, scritta tra il 1908 e il 1911.
Thoughts on a Grey Day è una poesia di un'anziana donna, la signora Scarrott, che viveva nei pressi della casa in cui la band aveva alloggio. Nel disco la poesia è recitata dalla stessa signora Scarrott.

## Tracce
1. Child of Mine (Kirwan) - 5:09
2. The Ghost (Welch) - 3:58
3. Homeward Bound (Ch. McVie) - 3:20
4. Sunny Side of Heaven (Kirwan) - 3:10
5. Bare Trees (Kirwan) - 5:02
6. Sentimental Lady (Welch) - 4:35
7. Danny's Chant (Kirwan) - 3:16
8. Spare Me a Little of Your Love (Ch. McVie) - 3:44
9. Dust (Kirwan) - 2:41
10. Thoughts on a Grey Day (Scarrott) - 2:03

## Formazione
- Bob Welch - voce, chitarra
- Danny Kirwan - voce, chitarra
- Christine McVie - tastiera, voce
- John McVie - basso
- Mick Fleetwood - batteria
- Mrs Scarrott - lettura